# 아치호이마르타놉스키군

아치호이마르타놉스키 군의 위치

아치호이마르타놉스키군(러시아어: Ачхо́й-Марта́новский райо́н)은 체첸 공화국에 위치한 군이다. 아치호이마르탄이 이 군의 중심지이다.
인구는 6만4,839명 (2002년); 5만6,000명 (1995년)이다.